# Coppa Spengler 1929
La 7ª edizione della Coppa Spengler si è svolta dal 27 al 31 dicembre del 1929 a Davos, in Svizzera.

## Finalina
| Davos 31 dicembre 1928 | Berliner SC | 2 – 1 (d.t.s.) referto | Cambridge University |  |

## Finale
| Davos 31 dicembre 1928 | Davos | 2 – 3 (d.t.s.) (1-3, 1-0, 0-0) referto | LTC Praha |  |

## Classifica finale
1. LTC Praha
2. Davos
3. Berliner SC
4. Cambridge University
5. Oxford University
6. Davos B
7. HC Milano
8. Akademischer EHC Zürich